# Lista de prefeitos de Macuco (Rio de Janeiro)
Esta é a lista de prefeitos do município de Macuco, estado brasileiro do Rio de Janeiro.
| N° | Prefeito                       | Imagem             | Partido                                          | Início do mandato      | Fim do mandato                           | Observações                              |
| -- | ------------------------------ | ------------------ | ------------------------------------------------ | ---------------------- | ---------------------------------------- | ---------------------------------------- |
| 1  | Maurício Bittencourt Papelbaum |                    | Partido Progressista Brasileiro PPB              | 1° de Janeiro de 1997  | 31 de Dezembro de 2000                   | Prefeito eleito em sufrágio universal.   |
| -  | Maurício Bittencourt Papelbaum |                    | Partido Progressista Brasileiro PPB              | 1° de Janeiro de 2001  | 31 de Dezembro de 2004                   | Prefeito reeleito em sufrágio universal. |
| 2  | Rogério Bianchini              |                    | Partido do Movimento Democrático Brasileiro PMDB | 1° de Janeiro de 2005  | 31 de Dezembro de 2008                   | Prefeito eleito em sufrágio universal.   |
| -  | Rogério Bianchini              |                    | Partido do Movimento Democrático Brasileiro PMDB | 1° de Janeiro de 2009  | 31 de Dezembro de 2012                   | Prefeito reeleito em sufrágio universal. |
| 3  | Félix Lengruber                |                    | Partido do Movimento Democrático Brasileiro PMDB | 1° de Janeiro de 2013  | 31 de Dezembro de 2016                   | Prefeito eleito em sufrágio universal.   |
| 4  | Bruno Boaretto                 |                    | Partido humanista da Solidariedade PHS           | 1° de Janeiro de 2017  | 31 de Dezembro de 2020                   | Prefeito eleito em sufrágio universal.   |
| 4  | Bruno Boaretto                 | Partido Liberal PL | 1° de janeiro de 2021                            | 31 de dezembro de 2024 | Prefeito reeleito em sufrágio universal. |                                          |
| 5  | Michelle Bianchini             |                    | Solidariedade SDD                                | 1° de janeiro de 2025  | Atualidade                               | Prefeita eleita em sufrágio universal.   |